# Le Masque (film)
Pour les articles homonymes, voir Le Masque.
Pour plus de détails, voir Fiche technique et Distribution.
Le Masque (The Bat) est un film policier américain, teinté de mystère, réalisé par Crane Wilbur et sorti en 1959. 
Il s'agit d'une adaptation de l'œuvre éponyme de Mary Roberts Rinehart et Avery Hopwood.

## Synopsis
Cornelia Van Gorder est une auteur de romans policiers à succès. Elle a loué pour les vacances une villa dont on lui révèle qu'elle a été le cadre d'assassinats sanglants perpétrés par un individu mystérieux connu sous le sobriquet « La Chauve-souris ». Sachant cela tout le personnel de Cornelia fuit la maison, à l'exception de la gouvernante. Lors de la première nuit que passent les deux femmes dans la villa, « La Chauve-souris » pénètre dans la villa et libère une chauve-souris, qui terrorise et mord la gouvernante. Celle-ci craint d'avoir contracté la rage et on fait appel au docteur Malcolm Wells qui la rassure. Or ce docteur Wells paraît inquiétant, d'abord parce qu'auparavant un employé de la banque locale lui confie qu'il a volé et caché des titres convertibles et qu'il a besoin de sa complicité. Wells fait semblant d'accepter et profite d'un moment d'inattention provoqué par un incendie pour tuer froidement le voleur.
Quelque temps après, nous voyons Wells dans son laboratoire faire des expériences sur des bébés chauves-souris en laissant le téléphone sonner. Une série de cambriolages et de meurtres perpétrés par « La Chauve-souris » mobilise le chef local de la police, Andy Anderson. Cornelia Van Gorder a reconstitué son personnel et promu son chauffeur qui devient majordome, celui-ci a une attitude trouble, le lieutenant apprend qu'il a un casier judiciaire et on le voit épier les occupants de la maison, puis faire un trou dans le mur en pleine nuit. Anderson soupçonne donc deux personnes : le majordome et le docteur Wells. Mais Wells est assassiné dans son laboratoire. L'un des détectives d'Anderson est à son tour assassiné pendant son tour de garde. Cornelia Van Gorder décide de prendre les choses en main, elle tente de savoir ce qu'est ce mystérieux trou dans le mur, déclenche un mécanisme secret et se retrouve enfermée. Quand elle est libérée in extrémis, « La Chauve-souris » apparait et s'apprête à tuer toutes les personnes présentes quand un coup de feu salutaire touche « La Chauve-souris » dont l'identité est enfin révélée : il s'agit du lieutenant Anderson qui vient d'être abattu par le majordome.

## Fiche technique
- Titre français : Le Masque[1],[2]
- Titre original anglais : The Bat
- Réalisation : Crane Wilbur
- Scénario : Crane Wilbur, Mary Roberts Rinehart, Avery Hopwood
- Producteurs : C.J. Tevlin, Edward Morey Jr.
- Société de production : Liberty Pictures
- Directeur de la Photographie : Joseph F. Biroc
- Montage : William Austin
- Musique : Louis Forbes, Alvino Rey
- Techniciens du son : Ralph Butler (ingénieur), Charles G. Schelling (monteur sonore)
- Effets spéciaux : Augie Lohman
- Maquillage : Kiva Hoffman
- Direction artistique : Dave Milton
- Pays d'origine : États-Unis
- Format : Noir et blanc - 1,85 : 1
- Genre : Film d'horreur
- Durée : 80 minutes
- Dates de sortie : 
  - États-Unis : 9 août 1959
  - France : 27 septembre 1961
- Affiche : Constantin Belinsky (France)

## Distribution
- Vincent Price : Dr. Malcolm Wells
- Agnes Moorehead : Cornelia van Gorder
- Gavin Gordon : Lt. Andy Anderson
- John Sutton : Warner, le chauffeur
- Lenita Lane : Lizzie Allen
- Elaine Edwards : Dale Bailey
- Darla Hood : Judy Hollander
- John Bryant : Mark Fleming
- Harvey Stephens : John Fleming
- Mike Steele : Victor Bailey
- Riza Royce : Jane Patterson
- Robert Williams : Détective Davenport (comme Robert B. Williams)

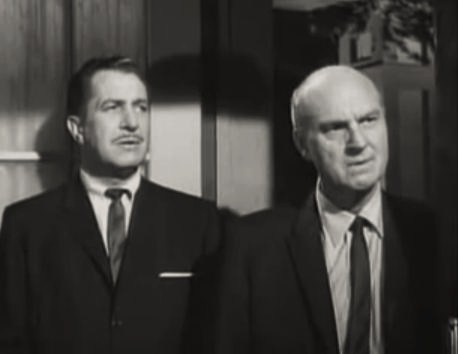
Vincent Price et Gavin Gordon
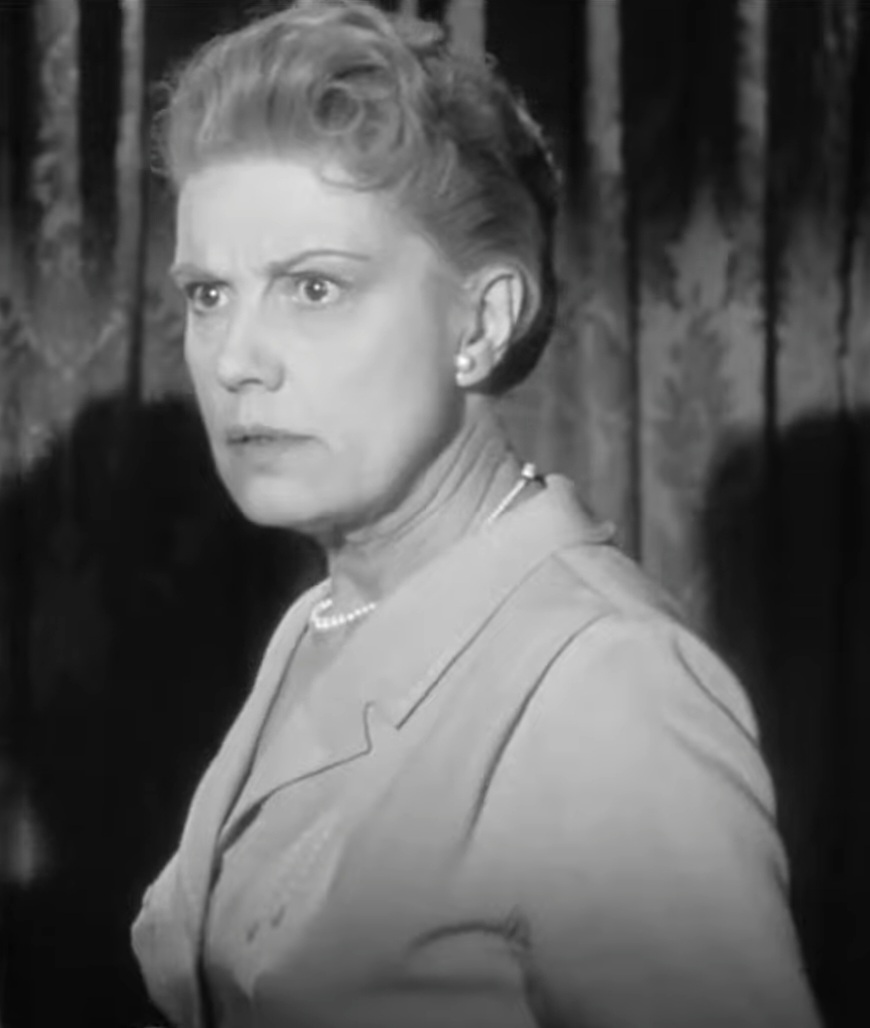
Lenita Lane
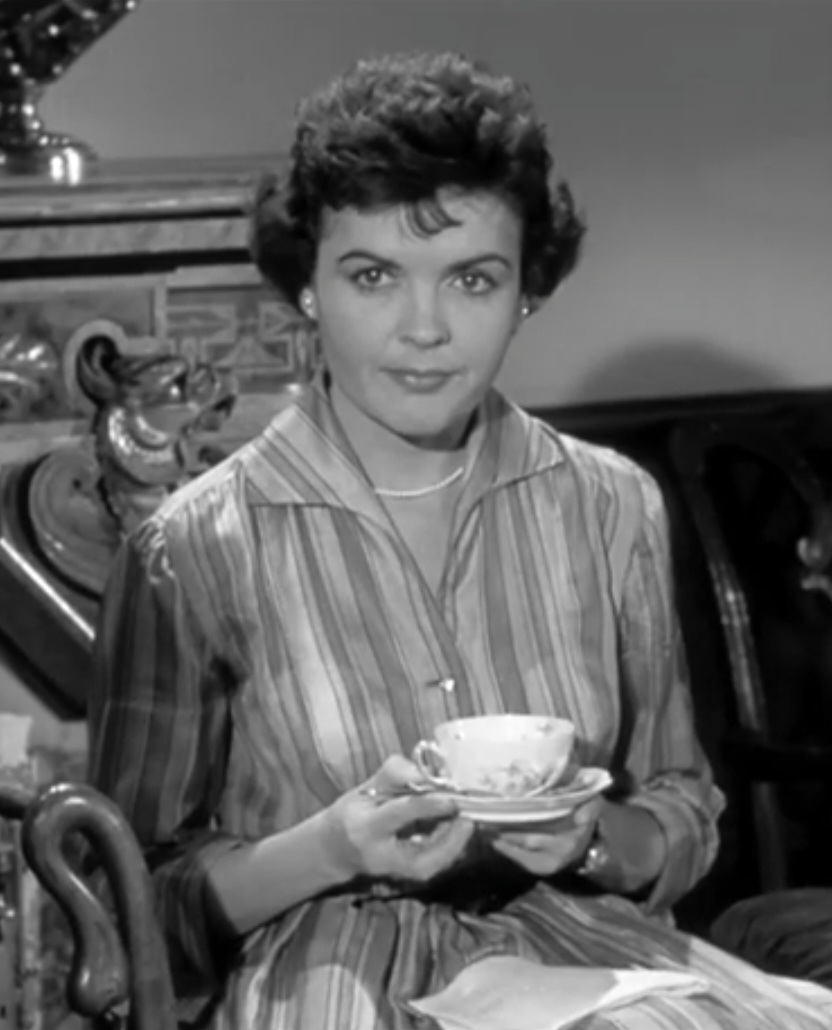
Darla Hood dans une scène du film.
- Le film

## Accueil critique
Pour François-Olivier Lefèvre sur Dvdclassik.com, « Le Masque de Crane Wilbur ne révolutionnera évidemment pas le genre horrifique. Néanmoins, ce film assez distrayant, porté par deux comédiens charismatiques et illustré par une photographie soignée, reste assez savoureux pour qui apprécie les enquêtes menées par de vieilles dames ! ».